# C27H29NO2
化学式C27H29NO2（摩尔质量：399.52 g/mol）可以指：
- JWH-083，CAS号：316189-69-2
- JWH-093，CAS号：316189-71-6
- JWH-099，CAS号：316189-76-1
- JWH-260，CAS号：824960-98-7
- 4-(3,6-二叔丁基-9H-咔唑-9-基)苯甲酸，CAS号：1219807-21-2

|  | 这个同类索引页列出了具有相同分子式的化学物（即同分異構體）条目。 除非您是有意链接至本页，否则应将相应条目的内部链接指向正确的条目。 |